# Jaric Schaessens
Jaric Schaessens (8 april 1994) is een Belgisch voetballer, die als middenvelder uitkomt voor Koninklijke Lyra-Lierse Berlaar. Hij is de zoon van Eddy Schaessens en de neef van Marc Schaessens.

## Carrière
Schaessens ruilde de jeugdopleiding van Germinal Beerschot in 2010 voor Club Brugge, maar keerde twee jaar later terug naar K. Beerschot AC. In november 2012 ondertekende hij er een profcontract van tweeënhalf jaar. In het seizoen 2012/13 haalde hij een paar keer de wedstrijdselectie van het eerst elftal, maar zijn officiële debuut kwam er niet.
Na het faillissement van Beerschot in 2013 trok Schaessens naar Lommel United. Op de eerste competitiespeeldag van het seizoen 2013/14 mocht hij in de 79ste minuut invallen voor Ken Debauve, waarmee hij zijn debuut in het profvoetbal maakte. Na een seizoen stapte hij over naar KFCO Beerschot Wilrijk, de geestelijke opvolger van zijn ex-club Beerschot. In drie jaar tijd promoveerde hij met de club van Vierde klasse naar Eerste klasse B. Toen hij op dat tweede niveau nauwelijks aan spelen toekwam, verhuisde hij in 2018 naar Rupel Boom FC.
In februari 2021 maakte Lyra-Lierse bekend dat Schaessens vanaf het seizoen 2021/22 voor hen zou uitkomen.

## Statistieken
| Seizoen         | Club                   | Competitie             | Competitie | Competitie | Play-offs | Play-offs | Beker | Beker | Totaal | Totaal |
| Seizoen         | Club                   | Competitie             | Wed.       | Dlp.       | Wed.      | Dlp.      | Wed.  | Dlp.  | Wed.   | Dlp.   |
| --------------- | ---------------------- | ---------------------- | ---------- | ---------- | --------- | --------- | ----- | ----- | ------ | ------ |
| 2013/14         | Lommel United          | Tweede klasse          | 6          | 0          | 0         | 0         | 1     | 0     | 7      | 0      |
| 2014/15         | KFCO Beerschot Wilrijk | Vierde klasse C        | 0          | 0          | 0         | 0         | 2     | 0     | 2      | 0      |
| 2015/16         | KFCO Beerschot Wilrijk | Derde klasse B         | 19         | 0          | 0         | 0         | 0     | 0     | 19     | 0      |
| 2016/17         | KFCO Beerschot Wilrijk | Eerste klasse amateurs | 35         | 3          | 0         | 0         | 0     | 0     | 35     | 3      |
| 2017/18         | KFCO Beerschot Wilrijk | Eerste klasse B        | 3          | 0          | 0         | 0         | 0     | 0     | 3      | 0      |
| Carrière totaal | Carrière totaal        | Carrière totaal        | 63         | 3          | 0         | 0         | 3     | 0     | 66     | 3      |

## Erelijst
| Kampioen Vierde Klasse C | 1x | 2014/15 |
| Kampioen Derde Klasse B  | 1x | 2015/16 |